# Dominion (mangá)
Dominion (ドミニオン Dominion) é um mangá japonês escrito e ilustrado por Masamune Shirow. Passa-se em uma cidade fictícia chamada Newport, no Japão, em um futuro em que um bactéria bem como a poluição do ar tornaram-se tão severas que as pessoas devem usar máscaras de gás quando saem, o mangá segue a história de um esquadrão policial que utiliza tanques militares.
Dominion foi adaptada para três animações em vídeo; a primeira lançada em 1988, a segunda, New Dominion Tank Police (特捜戦車隊ドミニオン Tokusō Sensha Tai Dominion) em 1993, e a terceira, Tank Police Team TANK S.W.A.T. 01 (警察戦車隊ＴＡＮＫＳ．Ｗ．Ａ．Ｔ．０１ Keisatsu Sensha Tai TANK S.W.A.T. 01) em 2006. A primeira versão tem 4 volumes e foi animada pela Agent 21, a versão de 1993 tem 6 volumes e foi animado por J.C.Staff, enquanto TANK S.W.A.T. tem 1 volume e foi animado pela DOGA Productions.
O mangá foi publicado pela Hakusensha, Kodansha e, depois, pela Seishinsha. Foi publicada em inglês pela Dark Horse Comics. O anime foi lançado com tradução em inglês no Reino Unido e na Austrália pela Manga Entertainment e, nos Estados Unidos pela Central Park Media, na divisão U.S. Manga Corps. O New Dominion Tank Police foi distribuído no Reino Unido, Austrália e Estados Unidos pela Manga Entertainment, mas depois foi interrompido. A Maiden Japan foi licenciada para a distribuição da série em 2013.